# Gnathodolus
Gnathodolus is een monotypisch geslacht van straalvinnige vissen uit de familie van de kopstaanders (Anostomidae).

## Soort
- Gnathodolus bidens Myers, 1927